# Детское поддразнивание (скульптура)
«Детское поддразнивание» — скульптура немецкого скульптора Пола Айхеля 1899 года.

## Описание
Скульптура изображает двух обнажённых детей — мальчика и девочку, которым на вид от 10 до 12 лет.
Мальчик, приобняв девочку подшучивает над ней,
размахивая веткой некого растения. Однако некоторые специалисты, считают что эти обнажённые дети — друзья детства, которые являются хорошими друзьями с самого начала и друг на друга не обижаются, в подтверждение этому, на скульптуре у девочки видна шутливая улыбка, поэтому считается, что скульптура изображает именно невинные детские дружеские поддразнивания.

## Другие работы скульптора
Пол Айхеле — это немецкий скульптор. Он создал множество скульптур, преимущественно состоящих из бронзы.
Скульптура «Детское поддразнивание» — это одна из его работ. Также, у скульптора имеются такие скульптуры:
«Затопленный фонтан» 1895 года, скульптура стоит в Берлине, район Фриденау, «Нимфа» 1891 года — бронзовая скульптура на мраморном основании, «Сирены» 1904 года и другие работы.